# Форті-Майл (річка)
Річка Форті-Майл це 60-мильна (97 км) притока річки Юкон в американському штаті Аляска і на канадській території Юкон. Починаючи з місця злиття її північної та південної розгалужень у південно-східному районі Фербенкса, Форті-Майл тече, як правило, на північний схід у Канаду, щоб зустрітися з більшою річкою за 32 милі (51 км) на південний схід від Ігла, Аляска.

## Історія
Старателі назвали річку на честь того, що в 1886 році тут було знайдено золото. Назва відображала відстань гирла річки від форту Релайянс, колишнього посту компанії Гудзонової затоки вгору за течією річки Юкон.  Зрештою шахтарі видобули понад півмільйона унцій золота з вододілу Форті-Майл. Після відкриття золота, двоє трейдерів комерційної компанії Аляски, Джек Маккуестен і Артур Гарпер, побудували пост у гирлі річки.
Між 1968 і 1978 роками копальня Кассиар видобула близько мільйона метричних тонн азбесту з трьох кар’єрів уздовж Клінтон-Крік, притоки нижньої течії річки Форті-Майл в Юконі.  Залишивши ділянку, компанія збанкрутувала в 1992 році, і територіально-канадські уряди та інші вилучили або захоронили шахтні відходи, стабілізували береги струмка та попрацювали над частковим відновленням землі.

## Дикі та мальовничі позначення
У 1980 році загалом 392 милі (631 км) сегментів потоку в межах частини вододілу річки Форті-Майл на Алясці було додано до Національної системи диких і мальовничих річок Сполучених Штатів. Це включало 179 миль (288 км) позначених як «дикі», 203 милі (327 км), що називають «мальовничими», і 10 миль (16 км) з позначенням «рекреаційні».
Бюро управління земельними ресурсами наглядає за дикою та мальовничою річкою Форті-Майл, до якої можна дістатися через шосе Тейлора на Алясці, а також дорогу Клінтон-Крік, що відгалужується від шосе Вершина світу на території Юкон. Подорожі на плавзасобах, кемпінг і огляд визначних пам'яток є одними з можливостей відпочинку на вододілі.

## Катання на човні
Основна течія річки Форті-Майл, а також Норт-Форк, Саут-Форк та інші притоки пропонують різноманітні можливості для катання на човнах для досвідчених веслярів на плотах і байдарках або досвідчених байдарочників, які бажають подолати важкі пороги. Багато сегментів, які можна пробігти, відрізняються від класу I (легкий) за міжнародною шкалою складності річки до класу V (надзвичайно складний). Крім порогів, небезпеки включають навислу або затоплену рослинність і високу ймовірність сплутати один поворот потоку з іншим — таким чином увійшовши в пороги дезорієнтованим і непідготовленим — без допомоги карти та компаса.
Одна з гідрологічних особливостей вододілу, Кінк, є штучним каналом, який є частиною порогів класу V на Норт-Форк. Гірничі підприємства підірвали канал через хребет у 1904 році, щоб відкрити 3 милі (5 км) початкового русла для пошукових робіт на суші. Кінк внесено до Національного реєстру історичних місць як значний інженерний подвиг початку 20-го століття.

## Зовнішні посилання
- Дика та мальовнича річка Fortymile - сторінка BLM